# Goulds
Goulds és una concentració de població designada pel cens dels Estats Units a l'estat de Florida. Segons el cens del 2000 tenia 7.453 habitants.

## Demografia
Segons el cens del 2000, Goulds tenia 7.453 habitants, 2.214 habitatges, i 1.762 famílies. La densitat de població era de 972,2 habitants/km².
Dels 2.214 habitatges en un 45,5% hi vivien nens de menys de 18 anys, en un 31,5% hi vivien parelles casades, en un 41,2% dones solteres, i en un 20,4% no eren unitats familiars. En el 15,7% dels habitatges hi vivien persones soles el 5,2% de les quals corresponia a persones de 65 anys o més que vivien soles. El nombre mitjà de persones vivint en cada habitatge era de 3,37 i el nombre mitjà de persones que vivien en cada família era de 3,72.
Per edats la població es repartia de la següent manera: un 38,4% tenia menys de 18 anys, un 10,9% entre 18 i 24, un 25,1% entre 25 i 44, un 16,3% de 45 a 60 i un 9,2% 65 anys o més.
L'edat mediana era de 26 anys. Per cada 100 dones de 18 o més anys hi havia 77,3 homes.
La renda mediana per habitatge era de 19.633 $ i la renda mediana per família de 21.728 $. Els homes tenien una renda mediana de 23.165 $ mentre que les dones 20.017 $. La renda per capita de la població era de 8.649 $. Entorn del 37,6% de les famílies i el 43,6% de la població estaven per davall del llindar de pobresa.

## Poblacions més properes
El següent diagrama mostra les poblacions més properes.